# 평화공원 (나고야시)

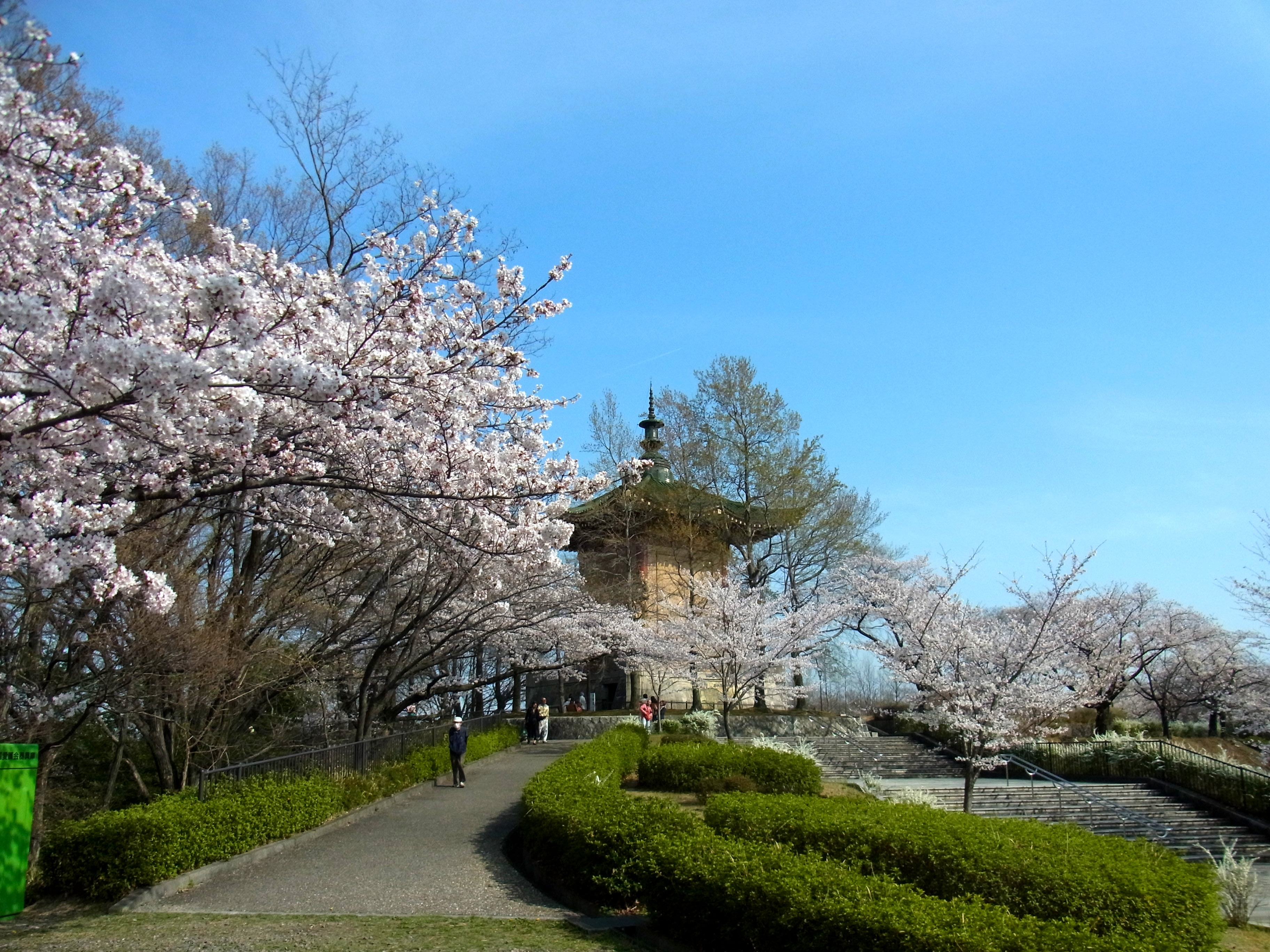
평화공원

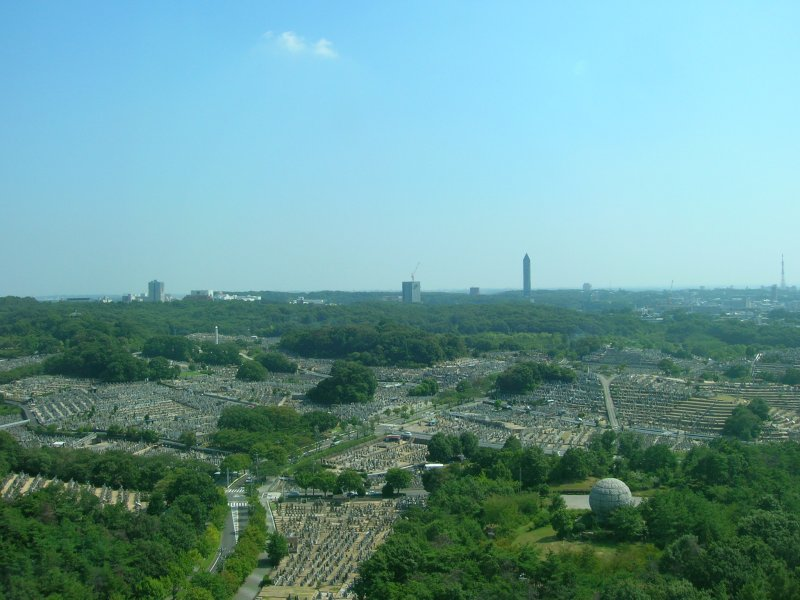
평화공원

평화공원(일본어: 平和公園)은 나고야시 동부 구릉 지역, 지쿠사구 (일부 메이토구)에 있는 공원이다.